# Le Rouget-Pers
Le Rouget-Pers è un comune francese del dipartimento del Cantal della regione dell'Alvernia-Rodano-Alpi.
È stato creato il 1º gennaio 2016 dalla fusione dei preesistenti comuni di Le Rouget e Pers.
Il capoluogo è la località di Le Rouget.